# Virgin Islands nationalpark

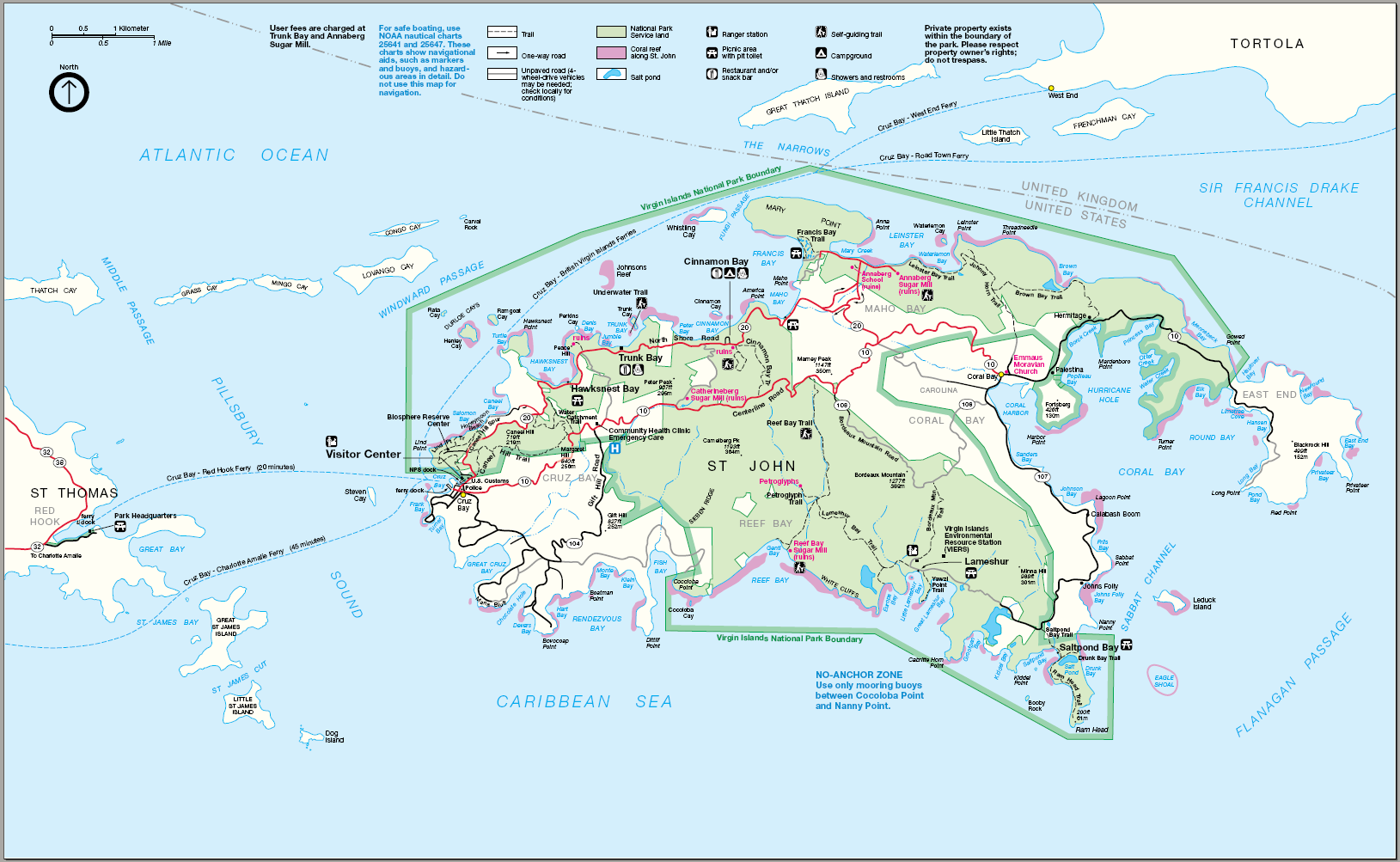
Karta över nationalparken på Saint John.

Virgin Islands nationalpark ligger i Amerikanska Jungfruöarna och består av omkring 60 % av  Saint John och stora delar av Hassel Island. Nationalparken på Saint John grundades 1956 när Laurance Rockefeller donerade sina egendomar på ön till National Park Service med förbehållet att området inte fick exploateras.
Nationalparken är mest känd för sina stränder och korallrev men rymmer även historiska värden bland annat ruiner av byggnader från öns tidigare sockerplantager och de år 2011 återupptäckta
hällristningarna på Reef Bay Trail Mycket av vegetationen på öarna är återställd från före den tid då allt kalhöggs för sockerrörsplantager.

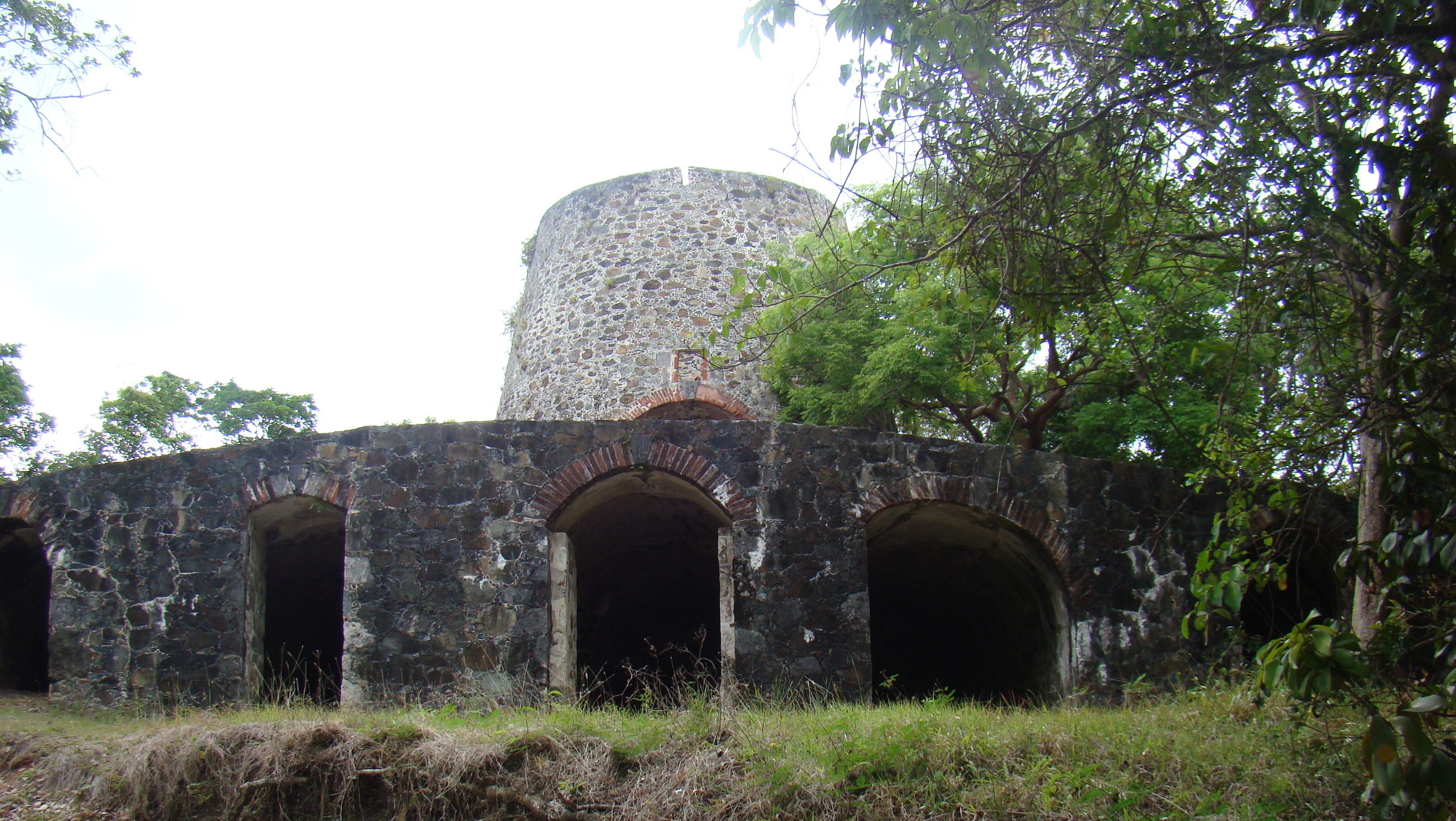
Ruiner av sockerkvarnen Catherineberg.

Nationalparken utökades med delar av Hassel Island år 1978 och med stora vattenområden när Virgin Islands Coral Reef nationalmonument skapades år 2001.